# Центральна Африка

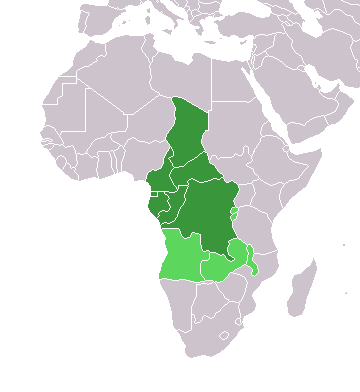

Центральна Африка (Екваторіальна Африка) — географічний регіон, що займає західну частину Африки в екваторіальний і субекваторіальних широтах. Включає велику западину Конго, на заході прилягає до Атлантичного океану і Гвінейської затоки; на півночі охоплює плоскогір'я Азанде, на заході — Південногвінейську височину, на півдні — плато Луанда і Ангольську височину. Східною межею регіону слугує  Велика рифтова долина.
У межах Центральної Африки розташовані такі країни:
- Ангола (столиця Луанда)
- Габон (столиця Лібревіль)
- ДР Конго (столиця Кіншаса)
- Екваторіальна Гвінея (столиця Малабо)
- Камерун (столиця Яунде)
- Республіка Конго (столиця Браззавіль)
- Сан-Томе і Принсіпі (столиця Сан-Томе)
- Центральноафриканська Республіка (столиця Бангі)
- Чад (столиця Нджамена)

Більшу частину Центральної Африки займають або займали тропічні ліси.